# Смешанная парная сборная Дании по кёрлингу
Смешанная парная сборная Дании по кёрлингу — смешанная национальная сборная команда (составленная из одного мужчины и одной женщины), представляет Данию на международных соревнованиях по кёрлингу. Управляющей организацией выступает Ассоциация кёрлинга Дании (дат. Dansk Curling Forbund, англ. Danish Curling Association).

## Результаты выступлений

### Чемпионаты мира
| Год       | Место          | Игры           | Победы         | Поражения      | Состав (женщина, мужчина, тренер)                                   |
| --------- | -------------- | -------------- | -------------- | -------------- | ------------------------------------------------------------------- |
| 2008      | 21             | 7              | 2              | 5              | Кирстен Йенсен, Лассе Дамм                                          |
| 2009      | 12             | 8              | 4              | 4              | Кристин Свенсен, Пер Свенсен                                        |
| 2010      | 12             | 6              | 2              | 4              | Кристин Свенсен, Мартин Унд Грёнбех                                 |
| 2011      | 5              | 9              | 5              | 4              | Лилиан Нильсен, Аре Сольберг, Poul Erik Nielsen (тренер)            |
| 2012      | 9              | 10             | 6              | 4              | Метте де Неергор, Оливер Дюпон                                      |
| 2013      | 16             | 8              | 3              | 5              | Лилиан Нильсен, Аре Сольберг, Poul Erik Nielsen (тренер)            |
| 2014      | 27             | 8              | 2              | 6              | Louise Hertsdahl, Flemming Christensen, Bjarne Bech-Larsen (тренер) |
| 2015      | 5              | 12             | 8              | 4              | Дениз Дюпон, Оливер Дюпон, Ульрик Дамм (тренер)                     |
| 2016      | 13             | 9              | 5              | 4              | Трине Квист, Микаэль Квист, Кристиан Туне Якобсен (тренер)          |
| 2017      | 30             | 7              | 2              | 5              | Натали Асп Викстен, Каспер Викстен, Пер Свенсен (тренер)            |
| 2018      | 20             | 7              | 4              | 3              | Кристин Грёнбех, Мартин Унд Грёнбех, Пер Свенсен (тренер)           |
| 2019      | 22             | 7              | 3              | 4              | Кристин Грёнбех, Мартин Унд Грёнбех, Пер Свенсен (тренер)           |
| 2020—2021 | не участвовали | не участвовали | не участвовали | не участвовали | не участвовали                                                      |
| 2022      | 12             | 9              | 4              | 5              | Ясмин Ландер, Хенрик Хольтерман, Ульрик Шмидт (тренер)              |
| 2023      | 9              | 9              | 4              | 5              | Ясмин Ландер, Хенрик Хольтерман, Ульрик Шмидт (тренер)              |
| 2024      | 14             | 9              | 4              | 5              | Ясмин Ландер, Хенрик Хольтерман, Ульрик Шмидт (тренер)              |
| 2025      | 15             | 10             | 3              | 7              | Ясмин Хольтерман, Хенрик Хольтерман, Ульрик Шмидт (тренер)          |

(данные отсюда:)

### Квалификационные турниры кчемпионатам мира
| Год       | Место          | Игры           | Победы         | Поражения      | Состав (женщина, мужчина, тренер)                         |
| --------- | -------------- | -------------- | -------------- | -------------- | --------------------------------------------------------- |
| 2019/2020 | 9              | 6              | 4              | 2              | Кристин Грёнбех, Мартин Унд Грёнбех, Пер Свенсен (тренер) |
| 2022/2023 | не участвовали | не участвовали | не участвовали | не участвовали | не участвовали                                            |